# Poiana Fagului
Poiana Fagului (węg. Bükkhavaspataka) – wieś w Rumunii, w okręgu Harghita, w gminie Lunca de Jos. W 2011 roku liczyła 273 mieszkańców.